# Vsetín (distrito)
Vsetín é um distrito da República Checa na região de Zlín, com uma área de 1.143 km² com uma população de 142,126 habitantes (2023) e com uma densidade populacional de 129 hab/km².